# Drabescus shillongensis
Drabescus shillongensis är en insektsart som beskrevs av Rao 1989. Drabescus shillongensis ingår i släktet Drabescus och familjen dvärgstritar. Inga underarter finns listade i Catalogue of Life.